# Pittrich (Kirchroth)
Pittrich ist ein Gemeindeteil von Kirchroth im  niederbayerischen Landkreis Straubing-Bogen und eine Gemarkung.
Das Dorf liegt im Süden des Gemeindegebiets in einer Donauschleife und erstreckt sich als Straßendorf westlich der Rinne, eines Zuflusses der Kößnach.